# Landes-ASten-Treffen Nordrhein-Westfalen
Das Landes-ASten-Treffen Nordrhein-Westfalen (kurz: LAT NRW) ist die freiwillige Zusammenkunft aller Studierendenvertretungen in Nordrhein-Westfalen. Sie ist die einzige legitimierte landesweite Interessenvertretung der Studierendenschaften und Studierendenvertretungen. Alle Positionen, Stellungnahmen oder Beschlüsse werden von den Mitgliedern im Konsens gefasst.
Die Sitzungen finden rotierend an den Hochschulen in NRW monatlich statt.
Ziel des LAT NRW ist es, den Erfahrungsaustausch und die Zusammenarbeit zwischen den Studierendenschaften zu stärken und zu bestimmten Themen einheitlich gegenüber der Öffentlichkeit aufzutreten. Darüber hinaus nimmt sie aktiv Einfluss auf alle hochschulpolitischen Prozesse und vertritt die Studierenden in relevanten gesellschaftlichen und politischen Belangen, gegenüber der Landesregierung NRW, insbesondere für das Wissenschaftsministerium und andere landesweite Akteuren.
Das LAT NRW ist Mitglied im Aktionsbündnis gegen Studiengebühren und ist eine der tragenden Organisationen des Studentischen Akkreditierungspools. Wie alle anderen Landesstudierendenvertretungen auch arbeitet es mit dem fzs, dem Dachverband der Studierendenschaften in Deutschland und dem Bundesverband ausländischer Studierender zusammen. Zudem besteht Kontakt zum Bündnis für Politik- und Meinungsfreiheit.

## Die LAT-Koordination
Die Studierendenschaften in NRW wählen jährlich eine LAT-Koordination (kurz: LAT-Ko), die die Beschlüsse und das Tagesgeschäft ausführen. Zu beachten ist dabei, dass bei mehreren Personen in der Koordination nicht alle das gleiche Geschlecht haben dürfen.
Die LAT–Ko soll für das LAT in der Hauptsache als Informationsstelle fungieren. Sie stellt keine Vertretung für das LAT dar, aber fungiert als interne und externe kommunikative Schnittstelle. Folgende Aufgaben werden unter anderem bearbeitet:
- Digitale Moderation und Information (z. B. Einladungen und Protokolle, Pflege der digitalen Kommunikationsmittel)
- Koordination, Vertretung und Kommunikation (intern und extern, z. B. zu Ministerien, Parteien und Gewerkschaften in NRW)
- Außenvernetzung und Mitgliederbetreuung
- Archivierung, Bestandspflege und Recherche

Seit 2005 besetzt das LAT die Koordination mit zwei Personen:
| Amtszeit                   | Koordination |
| -------------------------- | --- |
| 1993/94                    | Arno Kreutzer (FH Aachen) |
| 1994/95                    | Arno Kreutzer (FH Aachen) |
| 1995/96                    | Matthias Waldner (GH Duisburg)                                                                                                |
| 1996/97                    | Simone Kroschel (HHU Düsseldorf)                                                                                              |
| 1997/98                    | Thomas Pirenz (FH Münster/Steinfurt)                                                                                          |
| 1998/99                    | Udo Spallek (FH Aachen) |
| 1999/00                    | Christian Osinga (Uni Bielefeld)                                                                                              |
| 2000–02                    | Jörg Hopfgarten (Uni Münster)                                                                                                 |
| 2002/03                    | Christine Brinkmann (FH Düsseldorf)                                                                                           |
| 2003/04                    | Ernest Hammerschmidt (RWTH Aachen)                                                                                            |
| 2004/05                    | Kay Reif (Uni Dortmund) |
| 2005/06                    | Reni Richter (Uni Münster), Daniel Houben (RWTH Aachen)                                                                       |
| 2006/07                    | Isabel Falagan (HHU Düsseldorf), Janosch Stratemann (Uni Bielefeld)                                                           |
| 2007/08                    | Kerstin Reichel (FH Düsseldorf), Dirk Bruland (FH Dortmund) [Dirk wurde ab 2008 durch Patrick Schnepper (Uni Köln) vertreten] |
| 2008/09                    | Christina Schrandt (Uni-GH Siegen), Patrick Schnepper (Uni Köln)                                                              |
| 2009/10                    | Christiane Schmidt (Uni Paderborn), Hilmar Schulz (HS Niederrhein)                                                            |
| 2010/11                    | Christiane Schmidt (Uni Paderborn), Christian Piest (RWTH Aachen)                                                             |
| 2011, März (kommissarisch) | Christina Schrandt (Uni-GH Siegen)                                                                                            |
| 2011/12 (kommissarisch)    | Patrick Schnepper (Uni Köln)                                                                                                  |
| 2012–2014                  | vakant |
| 2014/15                    | Sonja Lohf (EvH Bochum), Heraldo Hettich (Uni Bonn)                                                                           |
| 2015/16                    | Sonja Lohf (EvH Bochum), Michael Schema (Uni Köln)                                                                            |
| 2016/17                    | Katrin Lögering (RU Bochum), Michael Schema (Uni Köln)                                                                        |
| 2017/18                    | Katrin Lögering (RU Bochum), Michael Schema (Uni Köln)                                                                        |
| 2018/19                    | Katrin Lögering (RU Bochum), Gary Strauß (HHU Düsseldorf)                                                                     |
| 2019/20                    | Jonas Neubürger (TU Dortmund), kommissarisch: Katrin Lögering (RU Bochum)                                                     |
| 2020/21                    | Amanda Steinmaus (Universität Duisburg-Essen), Tobias Zorn (Universität zu Köln)                                              |
| 2021/22                    | Amanda Steinmaus (Universität Duisburg-Essen), Tobias Zorn (Universität zu Köln)                                              |
| 2022/23                    | Amanda Steinmaus (Universität Duisburg-Essen), Ken Alan Berkpinar (Universität Bonn)                                          |
| 2023/24                    | Katharina Rummenhöller (HfMT Köln), Amanda Steinmaus (Universität Duisburg-Essen), David Wiegmann (TU Dortmund)               |

## Referatetreffen ausländischer Studierender (RaSt) NRW
Das Referatetreffen ausländischer Studierender (RaSt) NRW vertritt 62.080 (25,2 %) Studierende. Im RaSt sind die AusländerInnenreferate, die Referate für Internationales und die Internationalismus-Referate der ASten der Hochschulen in NRW zusammengeschlossen. Das RaSt ist ein Bestandteil des Landes-ASten-Treffen NRW und ist Landesverband des Bundesverband ausländischer Studierender. Es setzt sich für die Rechte der ausländischen Studierenden ein. Themen sind vor allem die soziale und rechtliche Situation ausländischer Studierende in NRW und hier besonders die Studien- und Betreuungsgebühren. Ebenfalls befasst sich das RaSt intensiv mit der Abschaffung der Studienkollegs in NRW und der Frage von Studium und Duldung.
Die Sitzungen finden rotierend an den Hochschulen in NRW statt und werden von den LAT NRW Koordination einberufen. Diese Treffen dienen dem internen Austausch, der Befassung mit verschiedenen inhaltlichen Themen, der Beschlussfindung sowie der Planung von gemeinsamen Aktionen.
Gemeinsam mit dem BAS wurde ein Arbeitskreis Studium und Duldung gegründet.